# Rock Attitude
Rock attitude est le dix-septième tome de la série Journal d'un dégonflé. Il a été écrit et illustré par Jeff Kinney. Le livre, sorti dans sa version originale le 25 octobre 2022, est publié en français le 10 novembre 2022.

## Décembre
Greg explique qu'il y a de grandes chances de devenir célèbre, mais que pour l'instant, pour lui  ce n'est toujours pas le cas. Par contre, son frère Rodrick a un groupe de rock qui pourrait gagner un concours. Rodrick demande à Susan de les photographier, mais Greg s'avère être un meilleur photographe et il est embauché à sa place.
Par la suite, d'autres problèmes arrivent. Dans un premier temps, deux des membres du groupe de Rodrick participent à un concours afin de remporter un fourgon, mais ils échouent à quelques points près.
Greg va ensuite observer le groupe se produire dans des endroits inappropriés et jouer avec des instruments de musique. Cependant, une de leurs chansons est jouée et mieux encore, ils ont la possibilité de se produire  même s'ils doivent se livrer à des opérations de communication peu recommandables.

## Janvier
Le groupe voit enfin la chance lui sourire, mais il leur faut un roadie pour assurer l'événement. Comme personne n'exige de le faire sans condition, Rodrick "convainc" Greg d'assurer cet emploi, en disant que cela valorisera son CV, même si Greg ne paraît pas réellement convaincu.

## Février
Le groupe continue ses répétitions mais personne ne semble réellement les encourager, sauf Susan.

## Mars
La situation empire pour le groupe. Un groupe musical, rival commence à leur voler leur public et à attirer davantage d'audience. Rodrick refuse de laisser tomber et de changer le nom du groupe. En conséquence, tout le monde le laisse tomber. Il tente d'obtenir les conseils d'un ancien musicien, Sebastian, qui a fait partie de son groupe préféré MetalliChihuahua, mais celui-ci lui conseille de laisser tomber. Le jour du concours, Rodrick se retrouve obligé dans un premier temps de prendre des membres de remplacement, mais aucun n'a de talent. En plus, Bill, un de ses amis, remplace le chanteur de Stank, lequel s'est brisé une corde vocale.

## Avril
Le concours a finalement lieu mais à la grande surprise de Rodrick, le groupe MetalliChihuahua se reforme. Composé de Sebastian et de trois autres personnes, Warwick, un ancien salarié, ainsi que de l'avocat qui a failli intenter un procès au groupe Kuch Kraceuz. Il y a aussi un agent de sécurité et le groupe gagne finalement le concours. Quant au groupe de Rodrick, Bill revient travailler pour lui  mais pas les deux autres.

## Anecdotes
- Le livre est de couleur noire.
- Bill joue le rôle du méchant dans ce roman.
- Robert est quasi absent de ce roman, et pour la première fois, Rodrick a le rôle principal même si Greg reste le narrateur.